# Марки (Дагестан)
Марки́ — упразднённое село в Лакском районе Дагестана. На момент упразднения являлось центром Хутынского сельсовета. В 1944 году все население села переселено в село Барчхойотар Новолакского района.

## Географическое положение
Село располагалось в 2 км к западу от районного центра — села Кумух на реке Нуцукунурат.

## История
До вхождения Дагестана в состав Российской империи селение входило в состав Казикумухского ханства. Затем в составе Ницовкринского сельского общества Мугарского наибства Казикумухского округа Дагестанской области. В 1895 году селение состояло из 31 хозяйств. По данным на 1926 год село состояло из 33 хозяйств. В административном отношении являлось центром Хутынского сельсовета Лакского района.
В 1944 году, после депортации чеченского населения с Северного Кавказа, все население села (28 хозяйств) были переселены в село Барчхой (переименованное в Ницовкра) бывшего Ауховского района.

## Население
| Год       | 1895 | 1908 | 1926 | 1939 | 1944 |
| --------- | ---- | ---- | ---- | ---- | ---- |
| Население | 156  | 156  | 111  | 145  | 99   |

По переписи 1926 года в селе проживал 111 человека (36 мужчин и 75 женщин), из которых: лакцы — 100 %. Кроме того числилось 45 отходников.